# Muzej računala u Ljubljani
Muzej računala (slov. Računalniški muzej) privatni je muzej povijesti računalstva u Šiški u Ljubljani. Prikuplja domaći i strani hardver i softver, literaturu i srodne predmete te organizira izložbe, turneje, radionice i predavanja.
Muzej je od 2004. djelovao na 20 četvornih metara pod okriljem Kiberpipe u Kersnikovoj ulici 6 u Ljubljani, dok ga 2013. nije deložirala Studentska organizacija Sveučilišta u Ljubljani. Zbirka je tada preseljena u skladište privatnog donatora. Kasnije je muzej priređivao izložbe u drugim ustanovama. Od 2013. muzejom upravlja Udruga Computer Museum.
Muzej djeluje na tri etaže na cca. 700 četvornih metara u Trgovačkom paviljonu u Šiški koji se nalazi u sklopu Komunalnog centra Šiška. Za javnost je otvoren lipnja 2022.
Najveći dio zbirke pridonijeli su donatori. U početku djelovanja muzej je imao 300 izložaka, a u lipnju 2022. zbirku čini 6500 primjeraka. Posjetitelji mogu i isprobati izloženu opremu.

## Vanjske poveznice
- Službena stranica